# Koń kladrubski
Koń kladrubski, Starokladrubský kůň – najstarsza czeska rasa koni domowych.

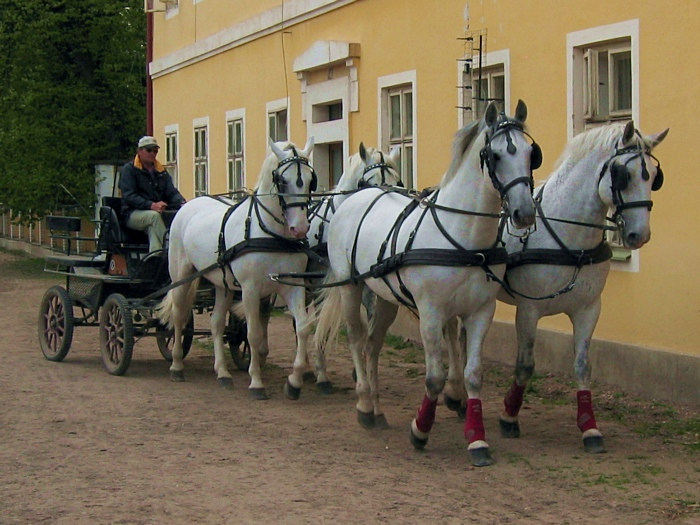

## Historia
Rasa hodowana była w stadninie Kladruby nad Labem, utworzonej w 1572 roku przez cesarza Maksymiliana II na bazie hodowli koni andaluzyjskich. Po pewnym czasie pulę genów poszerzono o konie neapolitańskie oraz spokrewnione z końmi lipicańskimi. Początkowo hodowano konie różnej maści, w tym palomino, myszate i gniade, ale powoli hodowlę ograniczono do dwóch maści, które obecnie są jedynymi dopuszczalnymi – karej oraz siwej. Najstarsze archiwa stadniny spłonęły. Za oficjalnych protoplastów kladrubów uważa się ogiera Generała, urodzonego w 1787 roku w Kopcanach, oraz ogiera Pepoli urodzonego w 1764 roku – przodka kladrubów karych. Antenatem linii siwej jest najprawdopodobniej, urodzony w 1799, ogier Sacramoso.

## Pokrój
Kladrub jest jednym z najcięższych koni gorącokrwistych. Jest blisko spokrewniony z lipcanem, z którym ma wspólnych przodków, choć jest od niego masywniejszy. Ma 175–180 cm wysokości w kłębie, obwód klatki piersiowej wynosi ok. 205 cm, obwód napięcia 22–23 cm, a masa ciała ponad 700 kg. Głowa jest ciężka, o typowym garbonosym profilu, oczy duże i wyraziste, szyja długa, wdzięcznie noszona, szeroka i mocna, grzbiet dość długi i miękki, zad mocny, często lekko spadzisty. Kończyny są silne, pęciny krótkie, niekiedy dość skośne, kopyta kształtne.
Uważa się, że kladruby maści siwej są znacznie mocniejsze i lepiej prezentujące się. Potomkowie linii karej prawie w całości wyginęli podczas II wojny światowej. W roku 1945 w stadninie Slatiňany w pobliżu Gór Żelaznych udało się odtworzyć linię koni karych dzięki krzyżowaniu ocalałych klaczy z ogierami lipicańskimi oraz fryzyjskimi.

## Charakter i użytkowanie
Jedną z charakterystycznych cech tego konia jest jego paradny, wysoki stęp. Ogólną cechą rasy jest wysoka i zebrana akcja kończyn. Jest to mocny, płodny, długowieczny koń, łatwy w ujeżdżaniu. Dość późno osiąga dojrzałość, a żywotność i wytrzymałość zachowuje do późnego wieku. Konie te nie są trudne w ujeżdżaniu i szybko się uczą. Rozwijając tę rasę próbowano uzyskać ciężkie konie karetowe dla dworu cesarskiego. Kladrub nadaje się oprócz zaprzęgów też i do jazdy wierzchem, ale nie sprawdził się jako wierzchowiec kirasjerów. Obecnie rasa traktowana jest jako zabytek narodowy. Cieszy się także międzynarodowym zainteresowaniem jako koń zaprzęgowy i sprawdza się doskonale w konkurencji powożenia.